# Makedonci v Bolgariji
Makedonci v Bolgariji ali Pirinski Makedonci so narodna manjšina, ki pretežno živi v Blagoevgradski oblasti (makedonsko:Pirinska Makedonija), ki je del Makedonske regije. V bolgarskem popisu prebivalstva iz leta 2001, se je 5,071 ljudi opredelilo za Makedonce. Makedonci so trenutno nepriznana manjšina, kot narodna manjšina pa so bili priznani v letih 1947 do 1958. V tem obdobju je bolgarska vlada celo priznala makedonščino kot uradni jezik v Pirinski Makedoniji. 
Trenutna Bolgarska oblast trdi, da je bilo prebivalstvo Pirinske Makedonije prisiljeno opredeliti se za Makedonce, ker je tako zahtevala Sovjetska zveza, prav tako Bolgarija ne priznava obstoja Makedoncev kot naroda, saj meni, da je to zgolj regionalna in ne nacionalna opredelitev. 

==Od priznanja do zanikanja manjšine==
Po ustanovitvi države  južnih slovanov (Jugoslavija), sta se Jugoslovanski predsednik, Josip Broz Tito in Bolgarski predsednik Georgi Dimitrov dogovarjala o vstopu Bolgarije v federativno Jugoslavijo, s čim bi bili vsi južni slovani združeni v eni državi. Predpogoj Jugoslavije je bil, priznavanje Makedoncev na ozemlju Pirinske Makedonije in priključitev te, k narodni republiki Makedoniji. Bolgarske oblasti so k temu privolile, in priznale Makedonce kot narod in makedonščino, kot jezik na območju Pirinske Makedonije. Ta pogoj je bil izpolnjen in tudi podpisan z Blejskim sporazumom, 1. Avgusta 1947. Novembra istega leta je Bolgarija potpisala sporazum o prijateljstvu z Jugoslavijo in sprejela učitelje iz Narodne republike Makedonije, ki bodo poučevali Makedonski jezik in zgodovino na območju Pirinske Makedonije.
Na zasedanju Bolgarske Kumunistične zveze leta 1958, po smrti predsednika Dimitrova, pride do preobrata glede političnih vidikov, kjer zaključijo da Makedonci ne obstajajo in pravtako ne obstaja Makedonski jezik. Jezik je bil izobčen iz uporabe učitelji pa izgnani iz Bolgarije. Od leta 1958, Bolgarija zanika obstoj Makedoncev in manjšine s tem imenom na njihovem ozemlju. V obdobju desetih let je število Makedoncev iz 178,862 ljudi padlo na 8,700 ljudi.
- Leta 1946 se je 169,544 ljudi, opredelilo za Makedonce. Od tega 160,541, ljudi iz Blagoevgradske regije.[10]

| Narodnost | Sandanski (Sveti Vrač) | %     | Petrič | %    | Blagoevgrad (Gorna Đumaja) | %     | Razlog | %     | Goce Delčev (Nevrokop) | %     | Skupaj  | %      |
| Makedonci | 41 247                 | 82,5% | 42 047 | 91%  | 24 169                     | 47%   | 23 837 | 60%   | 29 251                 | 45,1% | 160 541 | 63,64% |
| Bolgari   | 7 600                  | 15,1% | 2 927  | 6,4% | 24 825                     | 48,3% | 5 066  | 12,8% | 14 007                 | 21,5% | 54 425  | 21,5%  |
| Pomaki    | 55                     | 0,%   | 35     | 0,1% | 874                        | 1,7%  | 9 786  | 24,6% | 18 174                 | 27,9% | 28 924  | 3,03%  |

- Leta 1956 se je 187,789 ljudi, opredelilo za Makedonce, od tega 178,862 prebivalcev Blagoevgradske regije.[11][12]

| Narodnost | Sandanski (Sveti Vrač) | %     | Petrič | %     | Blagoevgrad (Gorna Đumaja) | %     | Razlog | %     | Goce Delčev (Nevrokop) | %     | Skupaj  | %     |
| Makedonci | 55 373                 | 89,5% | 40 008 | 82,7% | 30 561                     | 52,2% | 23 352 | 49,1% | 29 586                 | 45,8% | 178 862 | 63,6% |
| Bolgari   | 4 630                  | 7,5%  | 7 326  | 15,1% | 25 492                     | 43,5% | 11 843 | 24,9% | 11 675                 | 18,1% | 60 966  | 21,7% |
| Pomaki    | 19                     | 0,0%  | 8      | 0,0%  | 911                        | 1,6%  | 11 501 | 24,2% | 20 266                 | 31,4% | 32 705  | 11,6% |

| SKUPAJ  | Bolgari | Makedonci | Turki  | Romi   |
| 7613109 | 6506541 | 187789    | 656052 | 197789 |
| 100%    | 85,47%  | 2,47%     | 8,62%  | 2,52%  |

- Leta 1992 se je 10,803 ljudi.opredelilo za Makedonce, predsednik Bolgarskega Helsinškega komiteja navaja številko, 25,000.[13]
- Rezultati popisa prebivalstva iz leta 2001,v Blagoevgradski regiji.[14].

| Skupaj | Bolgari | Makedonci | Ostali |
| 341173 | 286491  | 3117      | 51565  |
| 100%   | 83.97%  | 0.91%     | 15.12% |

## Veroizpoved
Veroizpoved Makedoncev v Bolgariji, je pravoslavje. Verniki koristijo usluge in cerkve bolgarske ekzarhije, saj makedonska cerkev nima predstavnika v Bolgariji. Nasplošno v Bolgariji prevladuje ateizem, zaradi strogega komunističnega sistema, ki je prepovedoval verizpoved, je v Bolgariji samo 800 duhovnikov.

## Mediji in izobraževanje
Leta 1947 je bil ustanovljen tiskani medij,  Pirinski Vestnik  in tiskarna,  Makedonska Kniga . To je bil del ukrepov, ki naj bi predstavljali krepitev makedonščine in makedonske kulture. Oba sta bila zaradi političnih razlogov ukinjena leta 1958, po zamenjavi politične oblasti. 
V začetku leta 1990, je bil ustanovljen novi časopis za makedonsko manjšino v Bolgariji, z imenom  Narodna Volja . Sedež časopisa je v Blagoevgradu.
Makedoncem v Bolgariji ni omogočeno izobraževanje v maternem jeziku.

## Kulturna in politična društva
Politična stranka OMO - Ilinden Pirin (Združena Makedonska Organizacija), se predstavlja kot stranka, ki zastopa Makedonsko manjšino v republiki Bolgariji. Leta 2007, je bila sprejeta v članstvo Evropske svobodne alianse. Bolgarsko ustavno sodišče jo je 29. Februarja 2000, izključilo iz bolgarskega političnega sistema, kot domnevno seperatistično stranko, ki si prizadeva za odcepitev Blagovgradske regije. 25. Novembra je  Evropsko sodišče za človekove pravice  v Strasbourgu obsodilo Bolgarijo zaradi kršenja pravic stranke in kršenja evropske konvencije o človekovih pravicah.
Po padcu komunističnega sistema v Bolgariji, je bilo ustanovljenih veliko strank in društev:
- Neodvisno Makedonsko društvo - Ilinden,
- Tradicionalno Makedonsko društvo - TMO,
- Združenje za napredek Pirinske Makedonije,
- Solidarnost borcev Pirinske Makedonije,
- Združenje za razvoj Pirinskih Makedoncev,
- Makedonska demokratska stranka - MDP,
- Ljudska akademija Pirinske Makedonije